# Museum van de Orthodoxe Kerk
Het Museum van de Orthodoxe Kerk (Frans: Musée de l'Eglise orthodoxe) is een museum in Brussel-stad. Het museum werd in februari 2004 opgericht, samen met het Centrum van Christelijke Orthodoxie.
Het museum richt zich op de Russisch-Orthodoxe Kerk, een godsdienst die in de Belgische hoofdstad naar verluidt 20.000 volgelingen kent. Het biedt de bezoeker een inleiding in de godsdienst en toont liturgische voorwerpen, een reeks iconen en kleding van priesters uit deze kerk. Onder meer zijn nog enkele originele stukken aanwezig die sinds 1900 in Antwerpen werden gebruikt, in de eerste orthodoxe kerk van België.